# Старосолдово
Старосо́лдово (рос. Старосолдово, башк. Иҫке Салдау) — присілок у складі Татишлинського району Башкортостану, Росія. Входить до складу Бадряшевської сільської ради.
Населення — 134 особи (2010; 192 у 2002).
Національний склад:
- башкири — 97 %

Стара назва — Старосолодово.